# Rogowo (gromada w powiecie łobeskim)
Rogowo – dawna gromada, czyli najmniejsza jednostka podziału terytorialnego Polskiej Rzeczypospolitej Ludowej w latach 1954–1972.
Gromady, z gromadzkimi radami narodowymi (GRN) jako organami władzy najniższego stopnia na wsi, funkcjonowały od reformy reorganizującej administrację wiejską przeprowadzonej jesienią 1954 do momentu ich zniesienia z dniem 1 stycznia 1973, tym samym wypierając organizację gminną w latach 1954–1972.
Gromadę Rogowo z siedzibą GRN w Rogowie utworzono – jako jedną z 8759 gromad na obszarze Polski – w powiecie łobeskim w woj. szczecińskim na mocy uchwały nr V/46/54 WRN w Szczecinie z dnia 5 października 1954. W skład jednostki weszły obszary dotychczasowych gromad Dobrkowo, Orle, Rogowo, Sienno i Żelmowo ze zniesionej gminy Rogowo w tymże powiecie. Dla gromady ustalono 12 członków gromadzkiej rady narodowej.
31 grudnia 1959 do gromady Rogowo włączono miejscowości Gostomin i Gildnica ze znoszonej gromady Mołdawin w tymże powiecie.
1 stycznia 1972 do gromady Rogowo włączono miejscowości Mąkorzyno, Radzim, Troszczyno i Ziemkowo ze zniesionej gromady Łosośnica w tymże powiecie.
Gromada przetrwała do końca 1972 roku, czyli do kolejnej reformy gminnej.